# Bursadella bicoloroides
Bursadella bicoloroides is een vlinder uit de familie van de Immidae. De wetenschappelijke naam van de soort is voor het eerst geldig gepubliceerd in 1989 door Kobes.